# 黃蘭芳
黃蘭芳（？—？），號綺石，湖廣德安府應城縣人，明朝政治人物。

## 生平
萬曆十年（1582年）壬午科湖廣鄉試舉人。萬曆二十年（1592年），登壬辰科第三甲第七十名進士，通政司觀政，授南直隶潁上知縣，二十一年調金壇縣，二十六年升户部主事，二十七年山東、河南监兑，二十九年升郎中，宣府管粮，三十二年仕至江西贛州知府。三十三年京察去職。三十六年降補河南睢州知州，三十八年考察去職，卒。

## 家族
曾祖黃瓚；祖父黃彥明；父黃朝相。